# 華杜斯·基斯頓
華杜斯·基斯頓（匈牙利語：Vadócz Krisztián，1985年5月30日—），生於布達佩斯，匈牙利足球運動員，司職中場，現時效力烏拉圭球會蒙特維多流浪。

## 生平
華杜斯生於匈牙利首都布達佩斯，父親因為養家放棄足球夢，他則受父親影響而接觸足球，6歲時獲兼任家鄉球會布達佩斯捍衛者教練的小學老師發掘，16歲獲提拔到布達佩斯捍衛者一隊並與球會簽署職業合約，同年首度在匈牙利甲組聯賽亮相。2005年夏季，法甲球會歐塞爾邀請華杜斯加盟，然而三年間他未獲得一隊上陣機會，結果被外借到蘇超球會馬瑟韋爾。
2007年6月，華杜斯轉會到荷甲球會尼美根，並成為隊內的常規正選，協助球隊於2007/08球季以第8名完成聯賽。2008年夏季，華杜斯與西甲球會奧沙辛拿簽訂四年合約，並在首季攻入兩個重要入球（3–1擊敗艾美利亞、4–2擊敗馬德里體育會）。2010年4月11日，華杜斯對陣薩拉戈薩時，離門35碼遠射破網，協助奧沙辛拿以2–0勝出，在5月2日對皇家馬德里的聯賽時更入球為球隊反先2–1，但最終以2–3不敵對手。
2011年夏季轉會窗前一日，他回歸尼美根並在2012年9月6日加盟丹麥超聯球會奧丹斯， 到2014年11月14日，他轉會到印度超級聯賽球會浦那城作為約翰高臣斯受傷後的替補，到2015年2月16日，他與瑞士超聯球會草蜢簽約，並在4月3日對錫永時梅開二度，協助草蜢以5–0勝出，到9月19日他同意與西乙球會艾拉維斯簽約為期一年的協議，雖然協助球會勇奪聯賽冠軍和升班資格，可是他只獲3場上陣機會，結果他在2016年1月28日與球會解約並與澳職球會珀斯光輝簽暑傷害更換合約，在球季結束後他於2016年6月28日與印超聯球會孟買城簽約並協助球會奪得聯賽冠軍。
到2017年1月11日，華杜斯加盟港超聯球會傑志並與球會簽約6個月，並在1月15日對東方龍獅的高級組銀牌決賽時，首度為傑志上陣，最終協助傑志以2–1奪得冠軍，到1月21日，他獲註冊為四名外援名單中出戰亞冠盃外圍賽，可是最終傑志於互射12碼階段不敵韓職球會蔚山現代出局，隨後他3月17日對理文流浪的聯賽，在開賽3分鐘頭槌破網取得加盟後的首球，協助傑志以5–1勝出，雖然他在香港首季在各項賽事上陣16場錄得2球，同時協助傑志奪得聯賽冠軍，可惜他於球季的香港足球明星選舉意外地落選所有獎項。
在6月8日，傑志宣佈與華杜斯續約一年至2018年球季結束。他在12月16日對R&F富力的菁英盃分組賽時一箭定江山，可是他於賽事後半段因侵犯對手錄得在港首面紅牌，而傑志在華杜斯停賽下，於對元朗的高級組銀牌四強以1–3出局，兼終結跨季25場賽事不敗記錄，結果傑志在1月2日的紀律小組會議上，成功駁訴推翻有關華杜斯的紅牌判決，到2018年1月再獲傑志列入首度出戰亞冠盃分組賽的四名註冊外援名單，結果傑志以1勝5負出局。
在傑志的第二季，華杜斯打破生涯紀錄入球，在各項賽事上陣35場錄得11球，並於球季後的香港足球明星選舉獨得香港足球先生，球員之星，最受球迷歡迎球星和最佳11人四個獎項。球季結束後，華杜斯選擇不與傑志續約，回歸處於匈牙利甲組聯賽的母會布達佩斯捍衛者。重返母會後，他正選為布達佩斯捍衛者出戰歐霸盃外圍賽首圈首回合，結果1–2不敵馬其頓聯賽季軍拉布歷基。
2018年5月19日，華杜斯在效力傑志期間，闊別7年後再獲匈牙利國家隊重召，參與對白俄羅斯及澳洲的友賽，結果他在兩場友賽中，分別以後備和正選身份上陣，並曾身穿10號球衣作賽。
2018年10月17日，華杜斯以自由身重投港超聯球會傑志，並協助球隊奪得高級組銀牌與足總盃的冠軍。
2019年8月27日，港超聯球會傑志宣佈華杜斯已與其達成共識，解約離隊。短暫重返母會布達佩斯捍衛者後，華杜斯於2020年1月加盟烏拉圭甲組聯賽勁旅彭拿路，簽約一年，和首執教鞭的科蘭故劍重逢。

## 國際賽入球
| 上陣次數 | 日期           | 地點                           | 對手           | 比數 | 賽果 | 賽事性質   |
| -------- | -------------- | ------------------------------ | -------------- | ---- | ---- | ---------- |
| 1.       | 2005年12月18日 | 美國，邁阿密，佛羅里達國際大學 | 安地卡及巴布達 | 1–0  | 3–0  | 國際友誼賽 |
| 2.       | 2008年3月24日  | 匈牙利，布達佩斯，普斯卡什球場 | 希腊           | 3–1  | 3–2  | 國際友誼賽 |

## 榮譽
漢維特
- 匈牙利盃季軍（2003–04季度）

傑志
- 香港高級組銀牌冠軍（2016–17、2018–19季度）
- 香港超級聯賽冠軍（2016–17季度）
- 香港足總盃冠軍（2016–17、2018–19季度）
- 香港社區盃冠軍（2017年）

## 家庭
母親为教師、對他要求很高，要求他在中學取得好成績才能以足球為職業，但他因為太懶惰沒有像兩個哥哥般升讀大學，他拒絕使用任何社交網站，然而，他選擇與妻子創立網購生意和負責打理在歐洲的物業收租。
妻子Dora为匈牙利名模。两人未結婚时，有次在街上看見一張婚紗的宣傳海報，而當時她跟華杜斯開玩笑說這是她的夢幻婚紗、她一定要穿起它才會嫁給華杜斯，結果經過一段時間後華杜斯真的把那件婚紗送給她，而兩人在2011年7月結婚並獲國內廣泛報導。妻子的弟弟巴查拿为足球員、曾效力多蒙特和葉士域治等球會。

## 外部連結
- 香港足球總會網頁球員註冊資料（页面存档备份，存于）